# فریدم‌لند (فیلم)
فریدم‌لند (به انگلیسی: Freedomland) فیلمی است محصول سال ۲۰۰۶ و به کارگردانی جو روث است. در این فیلم بازیگرانی همچون ساموئل ال. جکسون، جولیان مور، ران الدارد، ویلیام فورسایت، اونجانی الیس، آنتونی مکی، لاتانیا ریچاردسون، کلارک پیترس، پیتر فریدمن، دومنیک لامباردوتزی، آصف مندوی، فیلیپ بوسکو و دوریان میسیسک ایفای نقش کرده‌اند.